# Avtoportret kot alegorija slikarstva
Avtoportret kot Alegorija slikarstva, znan tudi kot Autoritratto in veste di Pittura ali preprosto La Pittura, je naslikala italijanska baročna umetnica Artemisia Gentileschi. Slika olje na platnu meri 96,5 krat 73,7 centimetra in je bila verjetno narejena med Gentileschijinim bivanjem v Angliji med letoma 1638 in 1639. Bila je v zbirki Karla I. in je bila vrnjena v Kraljevo zbirko po obnovi (1660) in tam ostaja. Leta 2015 je bila razstavljena v Cumberland Gallery v palači Hampton Court.
Prizor prikazuje podobo Artemisie Gentileschi, ki je predstavljena kot Alegorija slikarstva, ki jo je ilustriral Cesare Ripa. Zdaj je v Britanski kraljevi zbirki.
Slika prikazuje redke feministične teme iz časov, ko so ženske redko opravljale službe, kaj šele, da so bile po njih dobro znane. Gentileschijino upodabljanje same sebe kot utelešenja umetnosti je bilo za to obdobje drzna izjava. Čeprav sliko danes zasenčijo številne druge, bolj dramatični in surovi prizori, ki odražajo umetničina vznemirljiva mlajša leta.
Da gre za avtoportret, pa tudi za alegorijo, je v 20. stoletju prvič predlagal Michael Levey in ni splošno sprejeto, saj nekateri umetnostni zgodovinarji vidijo, da so značilnosti tukaj preveč drugačne od tistih na drugih portretih umetnice.

## Zgodovinski kontekst
Gentileschijeva se je rodila v Rimu leta 1593, tik ob začetku baročnega slikarstva. Oče Orazio Gentileschi je bil znan umetnik, Artemisia pa je vrsto let trenirala v njegovi delavnici, preden je ustvarjala lastna dela. V 1610-ih je Artemisio posilil nekoliko starejši član delavnice Agostino Tassi, dogodek, ki je obarval preostanek njenega življenja in se odraža v njeni umetnosti, ki pogosto prikazuje subjekte s temo Moč žensk, kot je Judita ubija Holoferna in Saloma z glavo sv. Janeza Krstnika. Umetničin poudarek na svojem delu, stran od gledalca, izpostavlja dramo baročnega obdobja in spreminjajočo se vlogo umetnika od obrtnika do edinstvenega inovatorja.
Abstraktne koncepte, kot je slikanje, so tradicionalno predstavljale ženske alegorične figure, zato slika ni bila tista, ki bi jo lahko kateri koli moški slikar predstavil na enak način, kot avtoportret in alegorija. Na avtoportret so vplivala tudi dela Cesareja Ripe, predvsem njegova ikonologija, v kateri predlaga, kako naj bodo upodobljene vrline in abstraktni koncepti s človeškimi lastnostmi in videzom. Ripa je rekel, da je 'slikarstvo' treba prikazati kot: »Lepa ženska, polnih črnih las, razmršenih in zvitih na različne načine, z obokanimi obrvmi, ki kažejo domiselno misel, usta pokrita s krpo, privezano za ušesi, z verigo zlata na grlu, iz katerega visi maska in spredaj napis 'imitacija'. V roki drži krtačo, v drugi pa paleto, z oblačili iz nepremagljivo pokrite draperije.« Razen tkanine, privezane okoli ust, Gentileschijeva povsem natančno upošteva ta recept.

## Opis
Kompozicija slike zrcali druga umetniška dela tistega časa z diagonalnimi linijami, da se ponaša z žensko figuro in poudari njeno gibanje tako proti platnu kot proti gledalcem. Uporaba skrajšanja in drugih tridimenzionalnih tehnik ne samo, da dokaže svoj talent kot umetnica, temveč tudi gledalce pripelje v sliko na fizični in čustveni ravni.
Svetloba očitno prihaja z leve, a vir ni viden in je nenavadno oster. Sprednji del telesa Gentileschijeve je popolnoma osvetljen, njen hrbet pa je zakrit. Po čelu in licih ter ob strani vratu in levega ramena svetloba ločuje svetlobo od teme, chiaroscúro, ki se je v baročni dobi pogosto uporabljala za dodajanje občutka dramatičnosti.
Teksturni element, ki je tako pomemben za baročne slike, najdemo v pramenih v razmršenih laseh, gubicah v rokavu z razlito barvo, ki razpoka blizu zapestja, in umazanih rokah, ki povečujejo realizem slike.
Na koncu je omembe vredna tudi barva na portretu, deloma zaradi osvetlitve in delno zaradi naravne razlike v tonih. Medtem ko se zdi, da se temnejša oblačila in ozadje skorajda mešata, bleda koža obraza in desne roke takoj skočita ven. Zlata verižica v bližini vratu se lesketa, veriga v bližini skrinje (ki se konča z obeskom v maski) počasi upade v nejasno rjavo.

## Interpretacija
Ker je bila Ripova podoba 'slikarstva' v obliki ženske, je Gentileschijeva lahko opis uporabila v svoj prid, da bi se kot umetnica slikala v najboljši luči. Medtem ko je bila ženska v baročni dobi v veliki meri negativna glede pravic in življenjskega sloga, je Gentileschijeva našla ta dragulj v ikonologiji, da bi okrepila svoj ugled. Poleg tega, čeprav je veliko idealiziranih figur žensk v tem času vzbujalo srčne ali sugestivne ideje, je Gentileschijeva lahko uspešno manipulirala s 'slikarstvom', da bi ženske opolnomočila (ne omalovaževala).
Zaradi Gentileschijeve upodobitve sebe kot Alegorije slikarstva se je nekaterim kritikom zdela nekoliko egoistična. Predstavljati se kot utelešenje ideje je zagotovo huda trditev in morda se zdi, da se Gentileschijeva razglaša za eno najlepših umetnic, čeprav je bila takrat še razmeroma neznana. Poleg tega, kot trdi umetnostna zgodovinarka Mary Garrard, se je lahko na takšen način predstavila samo ženska umetnica, saj so bile alegorične personifikacije omejene na ženske figure.